# A Circumstantial Hero
A Circumstantial Hero è un cortometraggio muto del 1913 diretto da Eddie Dillon (Edward Dillon). È conosciuto anche come A Circumstancial Hero.

## Produzione
Il film fu prodotto dalla Biograph Company.

## Distribuzione
Distribuito dalla General Film Company, il film - un cortometraggio di 120 metri - uscì nelle sale cinematografiche USA il 26 novembre 1913. Nelle proiezioni, veniva programmato con il sistema dello split reel, accorpato in un'unica bobina con un altro cortometraggio prodotto dalla Biograph, la commedia The Somnambulists.
Non si conoscono copie ancora esistenti della pellicola che viene considerata presumibilmente perduta.